# 줄기러기

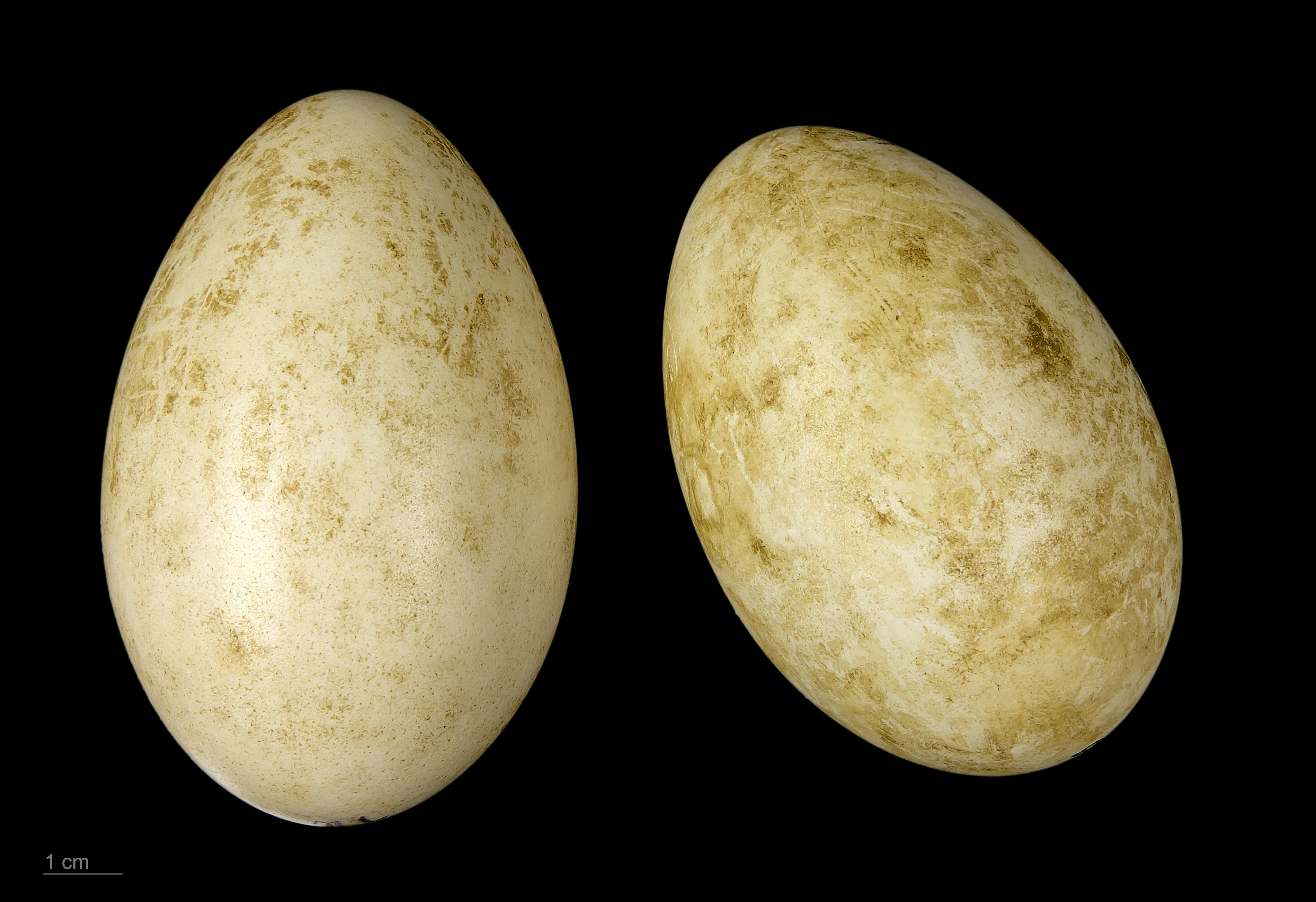
Anser indicus

줄기러기(bar-headed goose)는 몸길이 72cm, 몸무게 1.8∼2.9kg의 철새이다. "인도기러기"라고도 불린다.